# Griedge Mbock Bathy
Griedge Mbock Bathy (Brest, 26 de febrer de 1995) és una futbolista internacional francesa. Juga com a defensa, actualment a l'Olympique Lyonnais, amb qui ha guanyat cinc campionats francesos i cinc Lligues de Campions de la UEFA.
Griedge Mbock va guanyar amb les seleccions franceses la Copa del Món sub-17 el 2012 i el Campionat d'Europa sub-19 el 2013. Va ser una de les 23 seleccionades a la selecció francesa per al Mundial 2019, formant amb Wendie Renard la parella de centrals titulars.

## Carrera

### En clubs

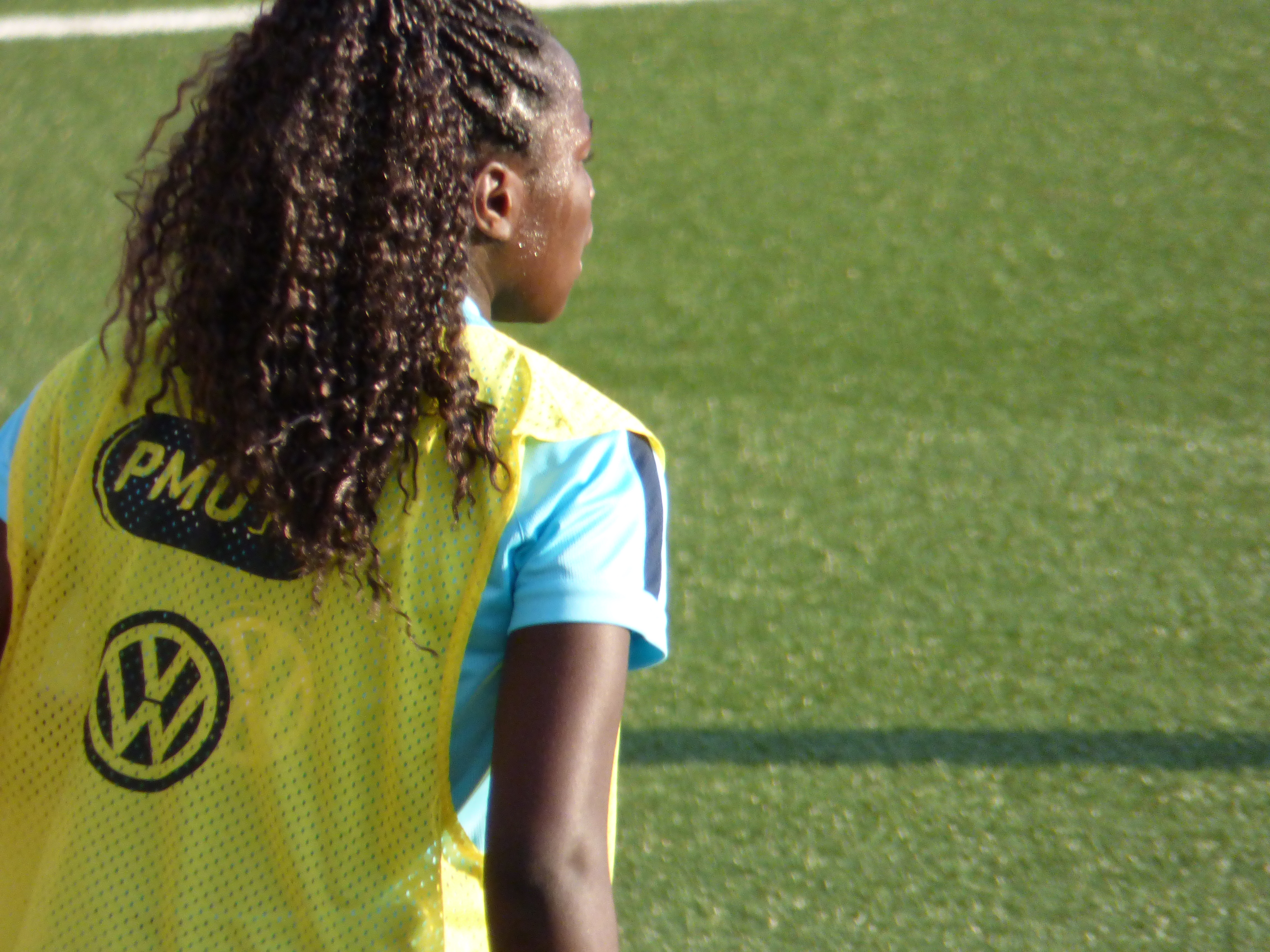
Griedge Mbock amb l'equip de França el 2015

Griedge Mbock debuta a la Division 1 amb el seu club de formació l'Stade Briochin. Aquest va ser absorbit a l'inici de la temporada 2011-2012 i es va convertir en En Avant de Guingamp.
Va ser votada com la millor esperança del Campionat de França femení D1 el 2013 en una enquesta a consultors i periodistes.
El 2014, va ser votada com la millor esperança del campionat francès D1 femení per segon any consecutiu amb Sandie Toletti i és a l'equip ideal femení D1 al costat de Wendie Renard.
El juny de 2015, es va comprometre amb l'Olympique Lyonnais per un període de quatre anys, i s'hi va establir molt ràpidament. L'OL va pagar la suma de 100.000 euros per assegurar-se els serveis de l'internacional francesa, que representa el traspàs més costós de la història del campionat francès femení.
Víctima d'una greu lesió al tendó d'Aquil·les, va ser operada el juny de 2020. A finals de novembre de 2020, a causa d'una curació incompleta, Griedge Mbock es va haver de sotmetre a una altra operació, fet que va retardar diversos mesos el seu retorn a la competició. Aquest contratemps no li va impedir allargar el seu contracte amb l'OL.

### A la selecció
Va guanyar la Copa del Món sub-17 el 2012 i va ser nomenada pilota d'or de la competició.
Al mes d'agost 2013, va guanyar l'Eurocopa sub-19 com a capitana de la selecció de França. Després, a l'octubre, va continuar la seva progressió en ser convocada per primera vegada per a la selecció absoluta de França. Va debutar amb la selecció en un partit que comptava per a les eliminatòries per al Mundial 2015 contra Bulgària. Va entrar en joc al minut 79 en substitució de Sabrina Delannoy durant aquest partit que França va guanyar per 10-0.
L'agost de 2014, el seu equip va acabar 3ª a la Copa del Món Sub-20 celebrada al Canadà, i va ser nomenada pilota de plata d'Adidas a la competició.
L'abril de 2015, va ser seleccionada entre les 23 jugadores que anirien al Mundial Femení 2015.
Va marcar els seus dos primers gols amb l'equip de França el 22 de gener de 2017, durant un partit contra Sud-àfrica jugat a Reunió (victòria 2-0).
Va portar el número 19 a la selecció nacional a l'Eurocopa 2017 organitzada per la UEFA als Països Baixos.
El 2 de maig de 2019, va ser una de les 23 seleccionades per competir a la Copa del Món 2019, on és titular de central, al costat de Wendie Renard.
L'any 2022 va participar al Campionat d'Europa disputat a Anglaterra.

## Vida privada
És d'origen camerunès. Té dos germans que també són futbolistes: Erwan, que va jugar a l'Stade Briochin (club on va començar la seva germana), al FC Challans després al FC Gueugnon, i Hianga'a, professional a l'Stade Brestois 29.

## Premis

### En un club
Olympique Lyonnais: 

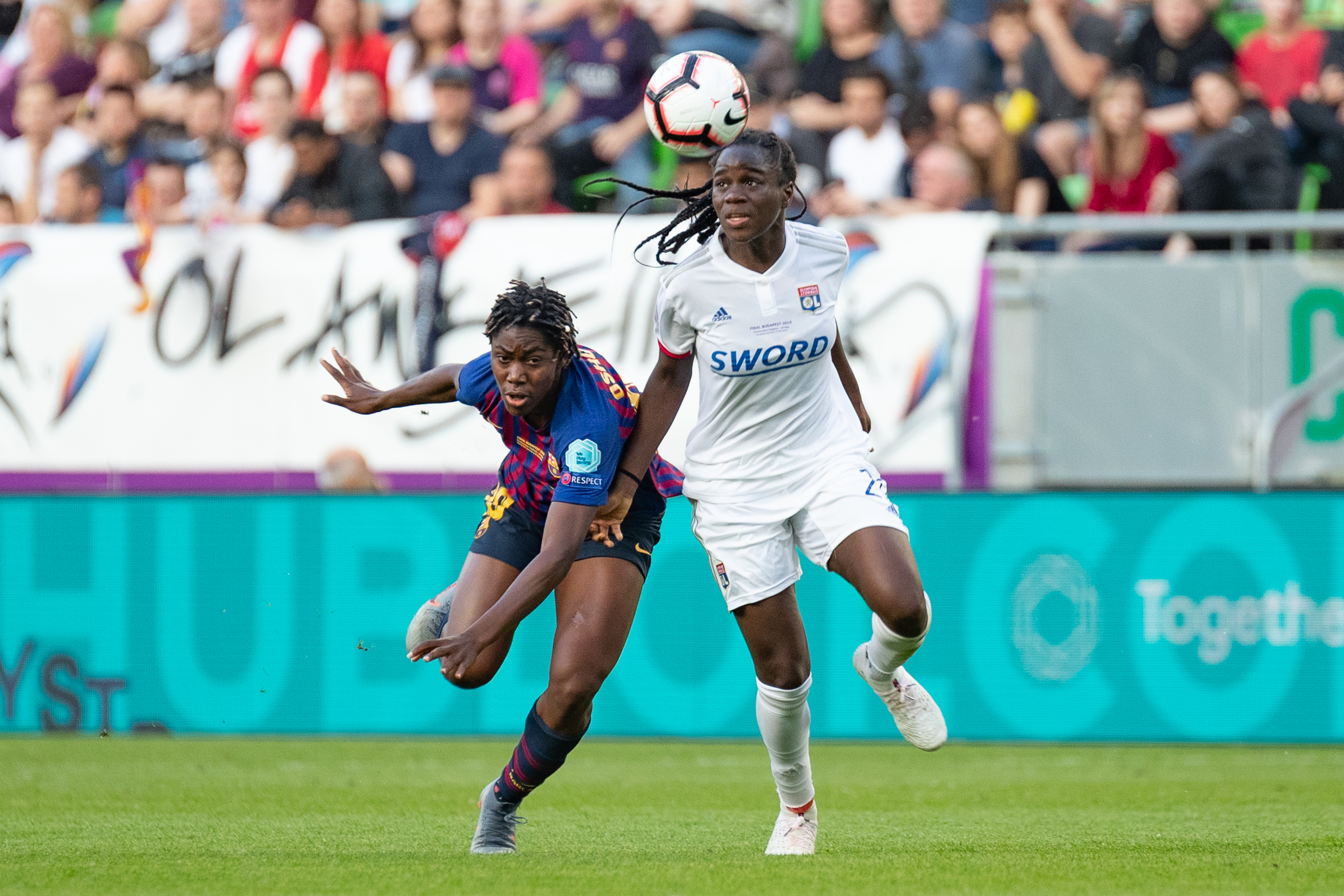
Griedge Mbock en el duel amb Asisat Oshoala a la final de la Lliga de Campions 2019.

- Campiona del Campionat de França el 2016, 2017, 2018, 2019, 2020 i 2022 (6)
- Campiona de la Copa de França el 2016, 2017, 2019 i 2020 (4)
- Campiona de la Lliga de Campions el 2016, 2017, 2018, 2019, 2020 i 2022 (6)
- Campiona del Trofeu de Campions el 2019 (1)
- Campiona de la Copa de Campions Internacional Femenina el 2019 (1)
- Campiona del Trofeu Veolia 2020 (1)

### En selecció
Selecció de França: 
- Campiona del Torneig de Xipre 2014 (1)
- Campiona de la Copa SheBelieves (1)
- Campiona del Torneig de França 2020 (1)

 Selecció de França sub-17 :
- Campiona de la Copa del món 2012 (1)

 Selecció de França sub-19 :
- Campiona del Campionat d'Europa 2013 (1)

 Selecció de França sub-20 :
- Tercera plaça de la Copa del Món 2014

### Honors personals
- Elegida Pilota d'Or de la Copa del món sub-17 el 2012
- Elegida Pilota de Plata Adidas de la Copa del món sub-20 el 2014
- Elegida Millor esparança de D1 pels periodistes el 2013[14]
- Elegida Millor esperança de D1 pels periodistes el 2014[15]
- Elegida Millor esperança als Trofeus UNFP el 2016
- Medalla de la Federació Francesa de futbol dels llegendaris el 2020[16]
- Nominada a l'equip ideal de la Division 1 als Trofeus UNFP 2022[17]
- Inclosa a l'equip ideal de la UEFA de la Lliga de Campions 2021-22.[18]